# Jan Sigurd
Jan Bengt Sigurd, född 4 september 1955 i Lund, är en svensk författare, kompositör, pianist, skådespelare och regissör. 

## Biografi
Jan Sigurd växte upp i Lund och bodde några år i det sena 1960-talet med familjen i USA, där fadern Bengt Sigurd var verksam vid universitet i Bloomington, Indiana. Efter gymnasiestudier på Spyken tog han en fil kand i psykologi vid Lunds universitet. Vid sidan av jazzmusikintresset som pianist verkade han några år på 1970-talet vid Lilla teatern i Lund som skådespelare och dramatiker. Han utbildade sig vid Dramatiska institutets radiolinje 1979-1981 och verkade under flera år på 1970–80-talen vid Sveriges Radio med barnradio, radioserier och på Radioteatern som bland annat regissör och dramatiker. Han har därefter varvat teater- och musikverksamhet med författande och folkbildningsverksamhet.
1991 ledde han ett underhållningsprogram i Sveriges Television med namnet Två och en halv flygel. Där varvades olika sorters musik och poesi med sketcher och kuriosa. Många kända artister gästade programmet, där Jan Sigurds centralpunkt var en vit flygel som han flitigt trakterade. Programmet representerade SVT i Montreuxfestivalen 1991.
Han hade på 1990-talet ett samarbete med Monica Zetterlund som resulterade i kabarén Zetterlund & Sigurd 1995 samt skivan Det finns dagar och en turné, båda 1997. Turnén dokumenterades på skivan Sista gången du var med. Sigurd också skrivit musik och texter till ett flertal artister såsom Anna-Lena Brundin-Bergelin, Sara Ahlcrona, Hayati Kafé, Anna-Mia Barwe, Jalle Lorensson, Meta Roos, Nilla Hansson, Rozita Auer. Han har även rönt uppmärksamhet med sin Bröderna Marx-hyllningsföreställning  Groucho & Jag.
1994 debuterade han som bokförfattare med Polsk jazz och andra berättelser och har därefter givit ut ett stort antal böcker. 2011 inledde han tillsammans med kusinen Hans Vennersten utgivningen av en serie kriminalromaner, som utspelar sig i Varberg: Sanningens pris (2011), Pomologen (2012), Ingers violin (2013), Onda änglar (2018).
Sedan 2012 är han sambo med Anna-Lena Bergelin, med vilken han ofta samarbetar. 2012 startade de bokförlaget Espri i Malmö, där de är bosatta. Under 2000-talet har de tillsammans också gjort en mängd underhållningsföreställningar.

## Priser och utmärkelser
- 1996 – Johnny Bode-stipendiet
- 2005 – Piratenpriset
- 2013 – Skaps utmärkelse Till Evert Taubes minne

## Filmografi

### Roller
- 1995 – Mördare utan ansikte
- 1997 – Pippi Långstrump
- 1999 – Eva & Adam (TV-serie)
- 1999 – Pippi i Söderhavet
- 2001 – Eva & Adam – fyra födelsedagar och ett fiasko
- 2007 – Herr Potatis och Döden

### Regi och manus
- 1995 – Streets of London

## Diskografi
- 1997 – Monica Zetterlund: Det finns dagar